# Anamorphosis (EP)
Anamorphosis es el tercer EP de la banda de unblack metal noruega Drottnar. Este EP fue limitado a 850 copias y fue lanzado en 2003 en la etiqueta de Momentum Escandinavia. El envase contiene un estuche de cartón negro mate con estampado negro y un logotipo en relieve Drottnar.

## Grabación
El bajista original Bjarne Peder Lind dejó Drottnar antes de grabar este EP, y fue reemplazado por Håvar Wormdahl. Además, un segundo guitarrista, Bengt Olsson, se unió a la banda para el lanzamiento de este EP. La liberación vio Drottnar abandonar su  Viking Metal negro popular con influencias de estilo para un sistema más moderno y altamente [metal progresivo [|] técnica] de metal negro. El ambiente es nihilista y frío.  La anamorfosis  incluye la intro "Morphosis" y tres canciones reales. Tanto la intro y "Sin Climax" contienen violines.
Anamorfosis recibió críticas mixtas. El EP fue criticada por los paisajes sonoros, sonidos de batería desequilibradas secas y minimalistas y la falta de ganchos

## Lista de canciones
1. "Morphosis" - 2:57
2. "El Complejo individual" - 5:56
3. "Sin Climax" - 6:58
4. "Concord" - 5:03

## Personal
- Sven-Erik Lind y ndash; voz
- Karl Fredrik Lind y ndash; guitarra
- Bengt Olsson y ndash; guitarra
- Håvar Wormdahl y ndash; bajo
- Glenn-David Lind y ndash; batería